# Бажоннет
Бажонне́т (фр. Bajonnette) — коммуна во Франции, находится в регионе Юг — Пиренеи. Департамент — Жер. Входит в состав кантона Мовзен. Округ коммуны — Кондом.
Код INSEE коммуны — 32026.

## География
Коммуна расположена приблизительно в 580 км к югу от Парижа, в 60 км северо-западнее Тулузы, в 24 км к северо-востоку от Оша.
На западе коммуны протекает река Ору.

## Климат
Климат умеренно-океанический. Лето жаркое и немного дождливое, температура часто превышает 35 °С. Зимой часто бывает отрицательная температура и ночные заморозки. Годовое количество осадков — 700—900 мм.

## Население
Население коммуны на 2010 год составляло 105 человек.
| 1962 | 1968 | 1975 | 1982 | 1990 | 1999 | 2010 |
| ---- | ---- | ---- | ---- | ---- | ---- | ---- |
| 152  | 159  | 146  | 135  | 103  | 92   | 105  |

## Администрация
| Период | Период | Фамилия          | Партия       | Примечания |
| ------ | ------ | ---------------- | ------------ | ---------- |
| 2001   | 2014   | Дени Бег         | Разные левые |            |
| 2014   | 2020   | Александр Лаффон |              |            |

## Экономика
В 2010 году среди 62 человек трудоспособного возраста (15-64 лет) 50 были экономически активными, 12 — неактивными (показатель активности — 80,6 %, в 1999 году было 66,7 %). Из 50 активных жителей работали 44 человека (27 мужчин и 17 женщин), безработных было 6 (3 мужчин и 3 женщины). Среди 12 неактивных 6 человек были учениками или студентами, 4 — пенсионерами, 2 были неактивными по другим причинам.

## Фотогалерея

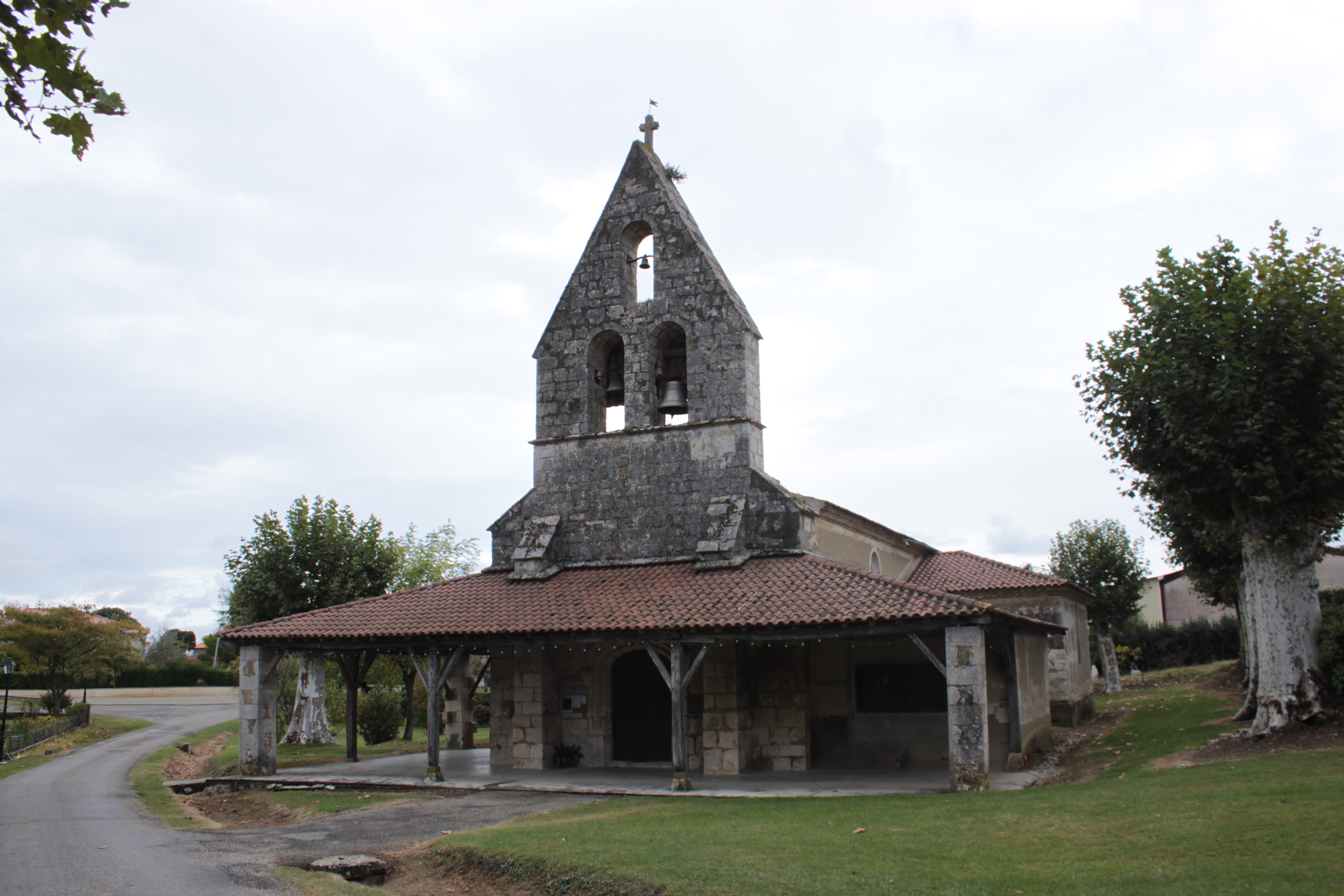
Церковь Св. Орана
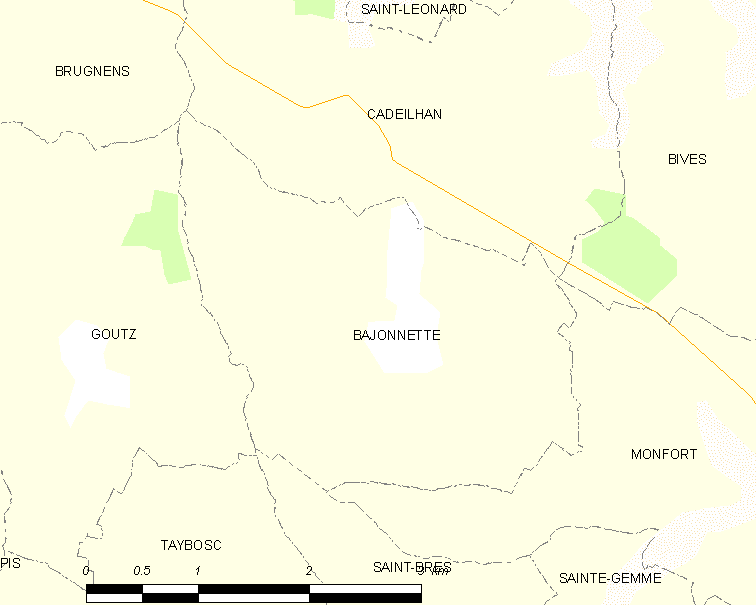
Карта коммуны